# François Brisson
François Brisson (Saintes, 9 de abril de 1958) é um ex-futebolista profissional francês que atuava como atacante, campeão olímpico em Los Angeles 1984.

## Carreira
François Brisson representou o seu país nos Jogos Olímpicos de Verão de 1984, conquistando a medalha de ouro.